# Glyphoclonus
Glyphoclonus is een geslacht van rechtvleugeligen uit de familie veldsprinkhanen (Acrididae). De wetenschappelijke naam van dit geslacht is voor het eerst geldig gepubliceerd in 1896 door Karsch.

## Soorten
Het geslacht Glyphoclonus  is monotypisch en omvat slechts de volgende soort:
- Glyphoclonus miripennis (Karsch, 1896)